# Unternehmensgruppe Berger
Die Berger Holding SE ist ein inhabergeführter mittelständischer Unternehmensverbund der Bau- und Baustoffindustrie mit Hauptsitz im niederbayerischen Passau. Mit Niederlassungen und Tochterfirmen werden die Baumärkte in Deutschland, Österreich, Polen, Tschechien und der Slowakei abgedeckt. Insgesamt beschäftigt die Berger-Gruppe 2.868 Mitarbeiter.

## Entwicklung
Der Familienbetrieb wurde 1905 vom Baumeister Hans Berger in Vilshofen an der Donau gegründet. Seine Idee war es damals, das „Baugeschäft“ mit dem des „technischen Planens“ und dem der „Baumaterialien“ zu verbinden. Noch heute lautet das Motto „alles aus einer, aus eigener Hand“.

## Geschäftsfelder

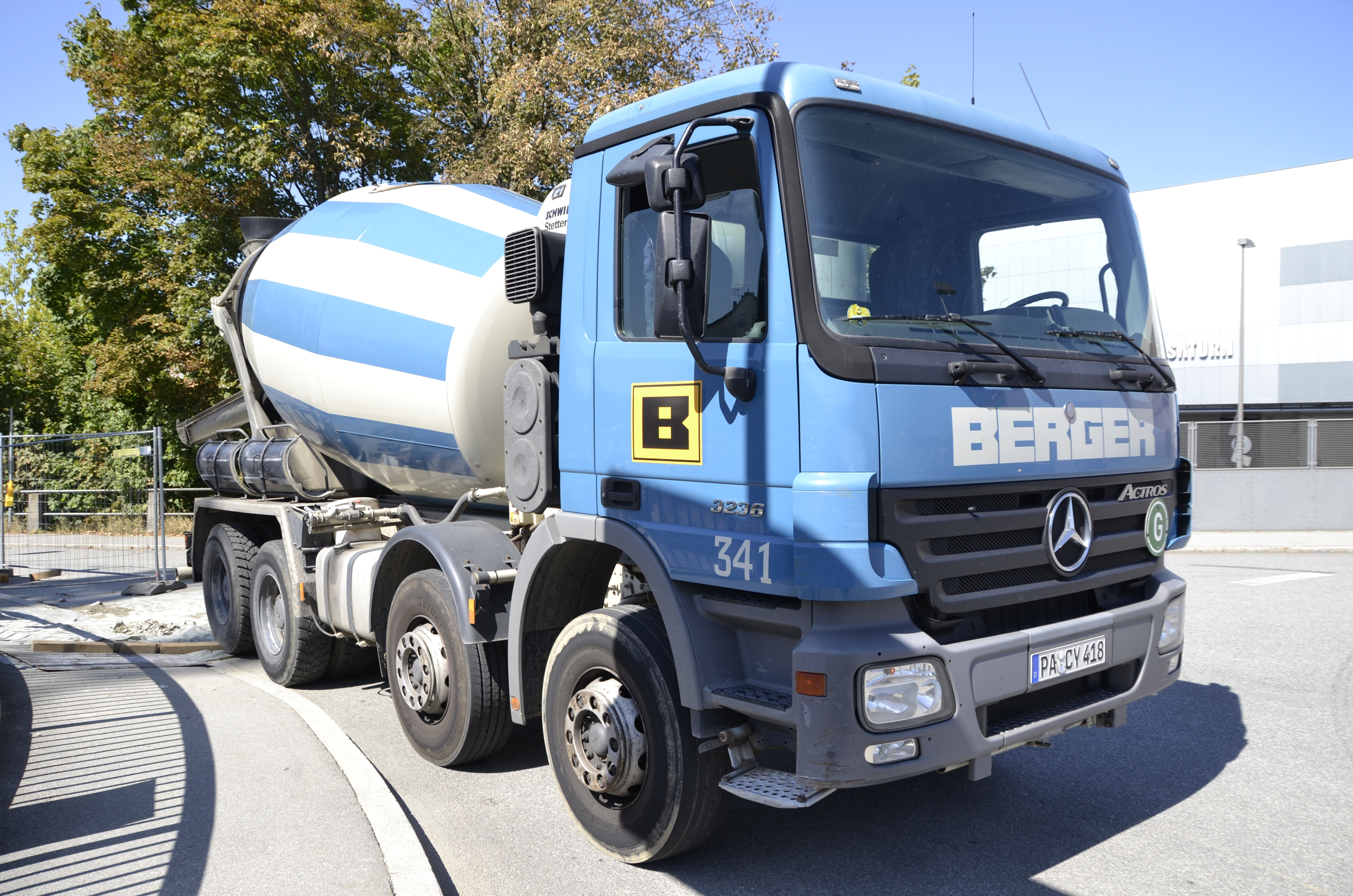
Betonmischer der Unternehmensgruppe Berger

Die Unternehmensgruppe entwickelt und realisiert technisch anspruchsvolle Baulösungen. Zu den Schwerpunkten der Bautätigkeit gehört neben dem Hoch- und Verkehrswegebau auch der Spezialtiefbau und Ingenieurbau. Eigene Baustoff- und Rohstofffirmen erweitern das Leistungsspektrum. Zu den Säulen der Gruppe gehören die Berger Bau SE, die Berger Beton SE und die Berger Rohstoffe GmbH.